# Posavsko hribovje
Posavsko hribovje (deutsch: Save-Hügelland auch Save-Bergland, englisch: Sava Hills) ist die slowenische Bezeichnung für den östlichen Teil der Slowenischen Voralpen.
Das Mittelgebirge ist über etwa 100 km in Ost-West-Richtung ausgerichtet und liegt nördlich und südlich des Flusses Save in Zentral- und Ostslowenien.
Die Region hat eine durchschnittliche Höhe von nur 484 Metern und eine durchschnittliche Neigung von 16,6°. Sie ist wasserreich, da der Boden reichlich undurchlässiges Gestein enthält, in tieferen Lagen vor allem Sandstein und Konglomerat, während er in höheren Lagen hauptsächlich aus Kalkstein und Dolomit besteht. Überwiegend Laubwald bedeckt fast zwei Drittel der Fläche.

## Lage
Begrenzt wird das Save-Hügelland durch das Ljubljana-Becken im Westen und die Sotla, den Grenzfluss zu Kroatien im Osten. Die Region liegt südlich des Celje-Beckens und wird begrenzt durch die
Flüsse Nevljica, Motnišnica, Bolska, Voglajna, Šmarski potok und Mestinjščica.
Die Savinja fließt vom Celje-Becken quer durch das Hügelland und mündet bei Zidani Most in die Save.
Im Süden verläuft die Grenze entlang der Täler, durch die auch die Autobahn Ljubljana-Zagreb führt.
Das Save-Hügelland umfasst eine Fläche von 1909 Quadratkilometern und ist die größte slowenische Mesoregion.

## Landschaft

### Zasavsko hribovje
Die Save durchfließt den zentralen Teil des Gebirges von Westen nach Osten. Diese Region ist unter dem Namen Zasavsko hribovje bekannt.

### Kozjansko
Der östliche Teil ist unter dem Namen Kozjansko bekannt.

### Gipfel
Bemerkenswerte Gipfel entlang der Save sind Kum (1220 m) südlich der Save, die Berge Čemšenik (1204 m), Javor (1133 m) und Mrzlica (1122 m) nördlich der Save und westlich des Flusses Savinja sowie Bohor (1023 m) und Lisca (948 m) nördlich der Save und östlich der Savinja.

### Tierwelt
Das europäische Vogelschutzgebiet Posavsko hribovje liegt auf dem Gebiet der Städte Žalec, Celje, Zagorje ob Savi, Litija, Trbovlje, Hrastnik, Sevnica und Laško.

## Siedlungen und Verkehr
Die Siedlungen Litija im Litija-Becken und Trbovlje, Zagorje ob Savi und Hrastnik im engen Zasavsko hribovje-Tal sind für ihre Bergbau- und Flößereivergangenheit sowie die Energieindustrie bekannt.
Die Stadt Radeče am Anfang des weiteren Unteren Save-Tals ist für ihre Papierindustrie bekannt. Weitere wirtschaftliche Aktivitäten in der Region sind Dienstleistungen, Forstwirtschaft und Viehzucht.
Seit 2005 durchquert eine Autobahn das nördliche Save-Gebirge und verbindet das Ljubljana-Becken und das Celje-Becken durch den Trojane-Tunnel. Eine historisch wichtige alte Straße überquert sie über den Trojane-Pass (585 m).